# Загребачки партизански одред
Загребачки народноослободилачки партизански (НОП) одред је био партизанска јединица у саставу Народноослободилачке војске и партизанских одреда Југославије током Другог светског рата у Хрватској. 

## Историјат
Формиран је 13. септембра 1943. у Загребачкој гори од партизанских чета и група с подручја Дугог Села, Пригорја и Стубице. Имао је 2 батаљона (272 борца), а 16. октобра формиран је и 3. батаљон. Дејствовао је на подручју Загребачке горе и Пригорја. Септембра 1943. Одред је уништио железничке станице у Горњој Стубици и у Златар-Бистрици; 8. октобра разоружао је домобранску посаду у Марији Бистрици; у борби на железничкој станици Врбовец 26/27. новембра заробио је 41 домобрана. Дао је 12. децембра 2. и 3. батаљон за формирање бригаде Матија Губец; 15. децембра формирао је нов 2. батаљон, а 29. фебруара 1944. дао једну чету за формирање Посавског НОП одреда 10. корпусаНОВЈ. Јединице Одреда водиле су значајније борбе у фебруару код села Главице (близу Загреба), у априлу код села Јертовеца (близу Златара) и Горњег Јесења (близу Крапине), у Светом Ивану Зелини (разоружана усташка посада); 6. маја уништио је усташку посаду у Доњем Орешју, а 21. јуна у Чучерју (код Загреба); 16. јула код села Трговишћа порушио је на 56 места железничку пругу Загреб—Вараждин; 12. септембра са Загорским НОПО заузео је домобранско упориште у Забоку, а 10. октобра у Бедековчини (код Златара) и усташко упориште у Црквена Веси. Септембра 1944. формиран је 3. батаљон; октобра Одред је дао батаљон у Загорску бригаду, а децембра батаљон за попуну јединица КНОЈ. Расформиран је 14. априла 1945, а његовим људством попуњене су јединице 10. корпуса.

### Командна структура Загребачког партизанског одреда
Командири Одреда:
- Стеван Дошен (18. септембра 1943. – 10. децембра 1943.)
- Љубан Чолак (10. децембра 1943. – 7. марта 1944.)
- Мато Шкрљан (7. марта 1944. – 20. маја 1944.)
- Мато Остовић – Мајстор (20. маја 1944. – 15. јуна 1944.)
- Јовица Мандић (15. јуна 1944. – 22. септембра 1944.)
- Јосип Подбој (22. септембра 1944. – 13. октобра 1944.)
- Фрањо Хађина (14. октобра 1944. – 25. децембра 1944.)
- Златко Кватерник (25. децембра 1944. – 19. јануара 1945.)
- Мићо Марић (19. јануара 1945. –  9. маја 1945.)

Помоћници командира Одреда:	
- Мијо Цветковић – Шмајсер (18. септембра 1943. – 10. децембра 1943.)
- Стјепан Бобинец – Шумски (25. новембра 1943. – 1. фебруара 1944.)
- Јосип Подбој (1. фебруара 1944. – 10 марта 1944.)
- Мато Остовић – Мајстор (10. марта 1944. – 1. маја 1944.)
- Јосип Подбој (20. маја 1944. – 22. септембра 1944.)

Политички комесари Одреда:
- Милан Курен – Губец (18. септембра 1943. – 31. марта 1944.)
- Стјепан Шелендић (31. марта 1944. – 20. новембра 1943.)
- Вјекослав Павлинић (20. новембра 1944. – 20. јануара 1945.)
- Јосип Кнезевић (1. јануара 1945. – 20. јануара 1945.)

Помоћници политичких комесара Одреда:	
- Мирко Херак – Горски (18. септембра 1943. – 20. децембра 1943.)
- Вјекослав Павлинић (15. децембра 1943. – 20. новембра 1943.)

Командир за информирање:
- Јосип Бенц – Мосер (18. септембра 1943. – 30. октобра 1943.)
- Милан Хорват  (30. октобра 1943. – 15. децембра 1943.)

Обавјештајац Одреда:
- Живко Гргурић – Чедо (18. септембра 1943. – 15. децембра 1943.)

Интендант Одреда:
- Вилко Шафар (18. септембра 1943. – 15. маја 1944.)

Лијечник Одреда:
- Јаков Сиротковић (18. септембра 1943. – 1. коловоза 1944.)

Командир штаба Одреда:
- Здравко Фантов (18. септембра 1943. – 10. децембра 1944.)

Секретар СКОЈ-а Одреда:
- Гашпар Јурина (1. новембра 1943. – 1. маја 1944.)